# Узићи
Узићи су насеље у Србији у општини Пожега у Златиборском округу. Према попису из 2022. било је 433 становника.
Овде се налази Железничка станица Узићи.

## Демографија
У насељу Узићи живи 425 пунолетних становника, а просечна старост становништва износи 41,4 година (39,5 код мушкараца и 43,2 код жена). У насељу има 165 домаћинстава, а просечан број чланова по домаћинству је 3,12.
Ово насеље је великим делом насељено Србима (према попису из 2002. године).
|  |

| Демографија | Демографија | Демографија |
| Година      | Становника  | Становника  |
| ----------- | ----------- | ----------- |
| 1948.       | 501         |             |
| 1953.       | 531         |             |
| 1961.       | 613         |             |
| 1971.       | 522         |             |
| 1981.       | 537         |             |
| 1991.       | 571         | 570         |
| 2002.       | 514         | 521         |

| Етнички састав према попису из 2002.‍ | Етнички састав према попису из 2002.‍ | Етнички састав према попису из 2002.‍ | Етнички састав према попису из 2002.‍ | Етнички састав према попису из 2002.‍ |
| ------------------------------------ | ------------------------------------ | ------------------------------------ | ------------------------------------ | ------------------------------------ |
|                                      |                                      |                                      |                                      |                                      |
| Срби                                 | Срби                                 |                                      | 512                                  | 99,61%                               |
| Македонци                            | Македонци                            |                                      | 1                                    | 0,19%                                |
| Југословени                          | Југословени                          |                                      | 1                                    | 0,19%                                |
| непознато                            | непознато                            |                                      | 0                                    | 0,0%                                 |

| Година пописа     | 1948. | 1953. | 1961. | 1971. | 1981. | 1991. | 2002. |
| ----------------- | ----- | ----- | ----- | ----- | ----- | ----- | ----- |
| Број домаћинстава | 95    | 110   | 163   | 135   | 155   | 160   | 165   |

| Број чланова      | 1  | 2  | 3  | 4  | 5  | 6 | 7 | 8 | 9 | 10 и више | Просек |
| ----------------- | -- | -- | -- | -- | -- | - | - | - | - | --------- | ------ |
| Број домаћинстава | 28 | 39 | 28 | 39 | 22 | 6 | 2 | 1 | 0 | 0         | 3,12   |

| Пол    | Укупно | Неожењен/Неудата | Ожењен/Удата | Удовац/Удовица | Разведен/Разведена | Непознато |
| ------ | ------ | ---------------- | ------------ | -------------- | ------------------ | --------- |
| Мушки  | 216    | 64               | 140          | 7              | 5                  | 0         |
| Женски | 237    | 50               | 139          | 46             | 2                  | 0         |
| УКУПНО | 453    | 114              | 279          | 53             | 7                  | 0         |

| Пол    | Укупно                    | Пољопривреда, лов и шумарство | Рибарство                            | Вађење руде и камена | Прерађивачка индустрија       |
| ------ | ------------------------- | ----------------------------- | ------------------------------------ | -------------------- | ----------------------------- |
| Мушки  | 121                       | 11                            | 0                                    | 0                    | 49                            |
| Женски | 86                        | 31                            | 0                                    | 0                    | 26                            |
| УКУПНО | 207                       | 42                            | 0                                    | 0                    | 75                            |
| Пол    | Производња и снабдевање   | Грађевинарство                | Трговина                             | Хотели и ресторани   | Саобраћај, складиштење и везе |
| Мушки  | 2                         | 7                             | 7                                    | 3                    | 35                            |
| Женски | 0                         | 0                             | 10                                   | 6                    | 1                             |
| УКУПНО | 2                         | 7                             | 17                                   | 9                    | 36                            |
| Пол    | Финансијско посредовање   | Некретнине                    | Државна управа и одбрана             | Образовање           | Здравствени и социјални рад   |
| Мушки  | 0                         | 1                             | 4                                    | 2                    | 0                             |
| Женски | 0                         | 0                             | 3                                    | 3                    | 6                             |
| УКУПНО | 0                         | 1                             | 7                                    | 5                    | 6                             |
| Пол    | Остале услужне активности | Приватна домаћинства          | Екстериторијалне организације и тела | Непознато            | Непознато                     |
| Мушки  | 0                         | 0                             | 0                                    | 0                    | 0                             |
| Женски | 0                         | 0                             | 0                                    | 0                    | 0                             |
| УКУПНО | 0                         | 0                             | 0                                    | 0                    | 0                             |

## Галерија
- Месна заједница
- Основна школа
- Поглед на село
- Споменик палим борцима у Другом светском рату 1941-1945.
- Поглед на село